# 佐々木朝照
佐々木 朝照（ささき ともあき、1943年11月30日 - ）は、日本の化学者（分析化学、ものづくり技術）。学位は医学博士（日本大学・1966年）。元日本大学文理学部化学科教授、日本化学会元代議員（2000年〜2002年まで所属）

## 人物
1984年、日本大学の博士課程を修了し、医学博士号を取得する。
医学博士号を取得した後は、数多くの大学で研究者としての経験を積み、後に日本大学文理学部助教授として務めた。2017年（平成29年）に退職した。
現在もなお分析化学会、日本微量元素学会、日本化学会に所属している。

## 研究
専門分野は、主にものづくり技術（機械、電気電子・化学工学）、電子デバイス、電子機器、ナノテク・材料、分析化学などである。

## 沿革
- 1966年（昭和４６）４月 横浜国立大学工学部文部教官助手　電気化学科 4年勤務
- 1970年（昭和５０）４月 日本大学文理学部　助手　化学科    9年勤務
- 1979年（昭和５９）４月 日本大学医学部　専任講師　化学教室    12年勤務
- 1991年（平成３）４月 日本大学文理学部　助教授　化学科    11年勤務
- 2002年（平成１４）４月 日本大学文理学部　教授　　　化学科    ５年勤務
- 2007年（平成１９）３月 同上 定年退職
- 2007年（平成１９）４月 日本大学文理学部 非常勤講師1０年勤務
- 2017年（平成２９）年３月 同上　退職

51年間勤務（４１）

## 出版・論文
- 『生体内微量金属の分析法 ICP発光分析における生体試料の前処理と金属の測定法 』（佐々木朝照）新興医学出版 1990年
- 『Toxicology of metals:Techniques for Measurements of Metals in Serum by ICP Spectrometry』（佐々木朝照）Ellis Horwood Limited, West Sussex 1987年